# Torent noroios

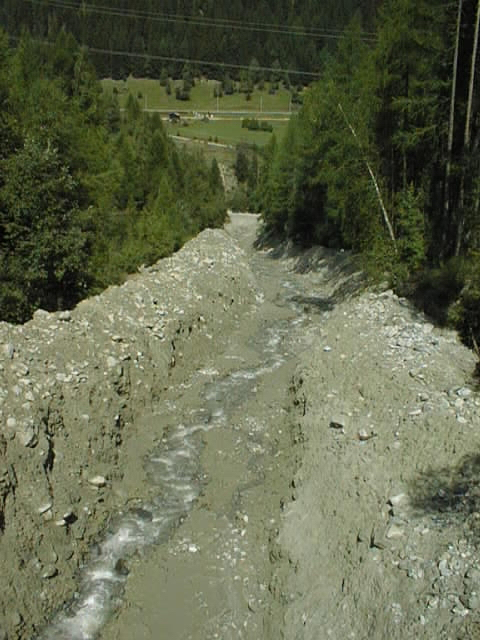
Urmele lăsate de un torent noroios

Un torent noroios este o alunecare de teren în care un torent de noroi și grohotiș din munți curge rapid la vale, comparabil din punct de vedere fizic cu o suspensie foarte groasă. Torenții noroioși au un conținut ridicat de substanță solidă și, prin urmare, o densitate mare (până la 2,6 g/cm3). Un torent noroios poate transporta câteva sute de mii de metri cubi de material. Datorită energiei sale poate atinge o viteză de până la 60 km/h și produce devastări enorme.
Un torent noroios ia ființă atunci când materialul puțin solidificat (grohotiș, pietriș și particule de sol) de pe teren în pantă devine suprasaturat cu apă și începe să se miște, în principal datorită efectelor gravitației. Înmuierea este de obicei declanșată de precipitații abundente sau prelungite sau de topirea zăpezii, dar tot mai mult și de topirea ghețarilor sau a solurilor de permafrost din cauza încălzirii globale. Torenții noroioși urmează în cea mai mare parte albiile sau rigolele existente și le lărgesc foarte mult, dar pot eroda și o nouă rigolă. În cursul său o parte din materialul transportat este sedimentată în pereții laterali (levées). Mișcarea se termină de obicei la poalele versantului, unde panta se reduce. Materialul transportat este depus acolo. Torentele repetate formează un con de dejecție. Datorită conținutului ridicat de substanțe solide și vâscozității ridicate nu are loc aproape niciun fel de sortare după dimensiuni a materialului sedimentat într-un con de dejecție.